# Zeitstandfestigkeit
Die Zeitstandfestigkeit ({\displaystyle R_{u,t,T}}) ist ein Begriff aus der Werkstoffkunde und beschreibt die mechanische Spannung, die bei einem (metallischen) Werkstoff nach einer bestimmten Beanspruchungszeit und bei konstanter Temperatur oberhalb der Rekristallisationstemperatur {\displaystyle T_{R}} zum Bruch führt.
Die Zeitstandfestigkeit wird mithilfe von Zeitstandversuchen ermittelt und jeweils angegeben für die Beanspruchungsgrößen Beanspruchungszeit und Beanspruchungstemperatur. Zum Beispiel bedeutet {\displaystyle R_{u,10.000h,600C}} = 100 MPa: in einem Zeitstandversuch hat der Prüfkörper bei einer konstanten Temperatur von 600 °C 10.000 Stunden lang die konstante Last von 100 MPa ertragen, bevor er gebrochen ist.
Oberhalb der Rekristallisationstemperatur (ca. 40 % der Schmelztemperatur in Kelvin) laufen alle Gefügevorgänge im Werkstoff thermisch aktiviert ab, was mit einer Werkstoffschädigung und somit auch mit einer Absenkung der Festigkeitswerte verbunden ist (siehe auch Kriechen). Diese Werkstoffschädigung kann für Bauteile im Hochtemperatureinsatz sehr kritisch sein, da hierdurch die Bauteillebensdauer reduziert wird. Daher sind zur Auslegung und Überwachung von Hochtemperaturbauteilen verlässliche Kennwerte der Zeitstandfestigkeit für die eingesetzten Werkstoffe unverzichtbar.